# Ложкомоева, Екатерина
Екатерина Ложкомоева (10 июня 1977, Ленинград) — российская скрипачка, дочь Машенька Ложкомоева (родилась 13 апреля 2024). Участник групп Old Horned Sheep; Клуб Кавалера Глюка; Тролль Гнёт Ель; Welladay.

## Биография
В 1994 году познакомилась с Аликом Дробинским (вистл, гитара, кларнет), который сразу создал группу «Old Horned Sheep» (Екатерина придумала ей название) вместе с «Кепом» Александром Дмитриевым (гитара, банджо, вокал), Дмитрием Храмцовым (контрабас, вистл; позднее основал оркестр Добраночь) и Михаилом Ромбиевским (ударные).
В 1996 «Old Horned Sheep» регулярно выступали в ирландском пабе «Шемрок» и немецком ресторане «Чайка». Также Old Horned Sheep давали концерты в клубе «Окошки» (ДК Связи), «ТамТам», «Перевал».
С 1997 года Екатерина Ложкомоева играет в ансамбле музыки эпохи ренессанс и кельтского фольклора «Welladay». Летом 1998 года Екатерина в составе «Welladay» записала в Бергене, Норвегия, альбом «Lights of Love» вместе с Вячеславом Сухаревым, Игорем Лисовым и Кристианом Нордейде.
Летом 1999 и 2000 Екатерина в составе «Welladay» выступала в странах Испания, Португалия, Франция, Германия и (Норвегия, Швеция, Финляндия).
В автомобильной аварии 27 января 2002 года погиб лидер ансамбля «Welladay» Вячеслав Сухарев (волынка). Сегодня «Welladay» продолжает существовать в России, а Екатерина под тем же названием организовала свой состав «Welladay» (с музыкантами Николай Кирсанов, Петр Трощенков), выступающий в Финляндии.

## Участие в других проектах
Михаил Ромбиевский, игравший и в группе «Клуб Кавалера Глюка», весной 1996 Михаил пригласил Екатерину Ложкомоеву на замену скрипачки Марины Гуткиной участвовать в гастролях «Клуб Кавалера Глюка» в Германии.
Осенью 2001 года — зимой 2002 года Екатерина играла в группе Тролль гнёт ель, заменяя скрипача Сергея Кувина, уехавшего во Францию.

## Дискография
- 1998 — Lights of Love, Welladay

1. Lights of Love
2. Jigs
3. Rondo
4. Medieval
5. An Heavenly Song
6. Gavotte
7. Courante
8. Menuet
9. Bethlehem
10. Oyster
11. Greensleeves
12. Galliarde
13. Biddy of Sligo
14. Fairy Dance
15. Reels

## Литературное творчество
Екатерина пишет о жизни людей заграницей, рассказы и фотографии публикуются как в Интернете, так и в зарубежной прессе (Mosaiikki-Vaasa, Финляндия).